# São João de Lourosa
São João de Lourosa é uma povoação portuguesa sede da Freguesia de São João de Lourosa do Município de Viseu, freguesia com 24,30 km² de área e 4690 habitantes (censo de 2021), tendo, por isso, uma densidade populacional de 193 hab./km².
Desta freguesia constam 12 povoações: São João de Lourosa, Oliveira de Barreiros, Coimbrões, Lourosa de Cima, Lourosa de Baixo, Teivas, Cabanões, Rebordinho, Vilela, Póvoa de Moscoso, Cumieira e Banho. 

## Termas de Alcafache
Nesta última povoação, estão situadas as únicas termas do Município de Viseu, as Termas do Banho, também conhecidas por Termas de Alcafache. As termas ficaram conhecidas pelo nome de Alcafache devido à estação de caminhos de ferro com esse nome, que fica a aproximadamente 7 km, na povoação de Moimenta de Maceira Dão. As pessoas, quando vinham de todo o país para as termas, e o faziam de comboio, sabiam que tinham de parar na estação de Alcafache, no entanto, as termas estão situadas no Município de Viseu, na povoação do Banho, e não em Moimenta de Maceira Dão (Alcafache), que é do Município de Mangualde.

## Demografia
A população registada nos censos foi:
| Distribuição da População por Grupos Etários | Distribuição da População por Grupos Etários | Distribuição da População por Grupos Etários | Distribuição da População por Grupos Etários | Distribuição da População por Grupos Etários |
| -------------------------------------------- | -------------------------------------------- | -------------------------------------------- | -------------------------------------------- | -------------------------------------------- |
| Ano                                          | 0-14 Anos                                    | 15-24 Anos                                   | 25-64 Anos                                   | > 65 Anos                                    |
| 2001                                         | 840                                          | 745                                          | 2182                                         | 549                                          |
| 2011                                         | 838                                          | 561                                          | 2582                                         | 721                                          |
| 2021                                         | 708                                          | 560                                          | 2487                                         | 935                                          |

## Património
- Casa da Vilela
- Quinta de Chão de São Francisco e Capela de Nossa Senhora dos Escravos
- Termas de Alcafache
- Quinta da Turquide

## Localidades da freguesia
- Cabanões
- Coimbrões
- Cumieira
- Lourosa de Baixo
- Lourosa de Cima
- Oliveira de Barreiros
- Póvoa de Moscoso
- Rebordinho
- São João de Lourosa
- Teivas
- Vilela
- Gândara
- Baiuca
- Banho de Alcafache (Parte)
- Quinta dos Frades